# Eurosis
Eurosis – trzeci album studyjny hiszpańskiego zespołu skapunkowego Ska-P. Płyta zdobyła dużą popularność wśród fanów grupy, nie udało się jej jednak powtórzyć sukcesu komercyjnego poprzedniego albumu, El vals del obrero.
Kolejny album przyniósł kolejne kontrowersyjne utwory: najbardziej przebojowa piosenka, Paramilitar, podejmuje problem zbrojnego ruchu oporu w krajach Ameryki Łacińskiej. Do tematu jedności krajów tego regionu (w myśl idei Simona Bolivara) nawiązuje również utwór América Latina ¡¡libre!!. Utwory Circo Ibérico, Simpático holgazán oraz España va Bien (w refrenie tego ostatniego wykorzystano melodię kankana) są krytyką hiszpańskiego państwa i monarchii, piosenka Villancico(pol. Kolęda) w ostrych słowach rozprawia się z mitem Bożego Narodzenia (Jezus Chrystus zostaje nazwany pierwszym hipisem w dziejach). Zamykający płytę utwór Seguimos en pie jest kolejnym w dorobku zespołu hymnem rewolucyjnym.
Na dodatkową uwagę zasługuje piosenka Juan sin tierra – cover pochodzącego z 1969 utworu wykonywanego pierwotnie przez chilijskiego piosenkarza Víctora Jara.

## Lista utworów
1. Circo Ibérico – 3:43
2. Villancico – 4:08
3. España va Bien – 4:52
4. Paramilitar – 3:55
5. Simpático holgazán – 4:04
6. Kémalo – 3:05
7. Poder pa'l pueblo – 3:19
8. Juan sin tierra – 2:58
9. Kacikes – 3:17
10. América Latina ¡¡libre!! – 5:07
11. Al turrón – 3:48
12. Seguimos en pie – 5:53

## Skład
- Pulpul – śpiew, gitara
- Pipi – śpiew
- Julio – gitara basowa
- Kogote – instrumenty klawiszowe i chórki
- Pako – perkusja
- Joxemi – gitara i chórki

- Teksty i muzyka: Ska-P